# Coudée
Ne doit pas être confondu avec Coudée astronomique.

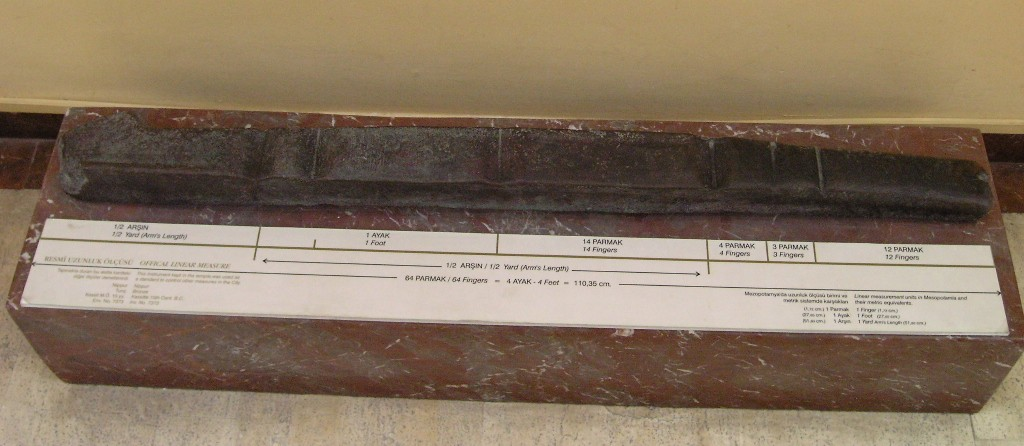
Une coudée de Nippour, graduée
(avant notre ère)
aujourd'hui au musée archéologique d'Istanbul.

La coudée (lat. cubitus) est une unité de longueur vieille de plusieurs milliers d'années. Elle a comme base la longueur allant du coude jusqu'à l'extrémité du majeur. C'est la coudée, dite naturelle, de vingt-quatre doigts (= six paumes ou 1½ pied). Sa longueur varie suivant les régions et les époques : la coudée royale égyptienne fait entre 520 à 540 mm, la petite coudée égyptienne environ 450 mm, la coudée romaine 444 mm, la coudée nubienne mesure quatre pieds[réf. nécessaire] et la coudée attique 0,44 m.

## Historique
Très tôt, la coudée pouvait signifier des unités de longueur plus grandes, plus pratiques. Ainsi la « coudée de Nippur », mesure de référence de tous les systèmes de l'Antiquité[réf. nécessaire], tenait trente doigts exactement — cela certainement pour des raisons de compatibilité avec le système sexagésimal babylonien. Les égyptiens, eux, divisèrent la coudée royale égyptienne en vingt-huit doigts seulement, soit sept palmes (ou paumes) de quatre doigts, tandis que la coudée ordinaire n'en avait que six.
Dans la Bible, la coudée est utilisée pour mesurer l'arche de Noé, selon Genèse 6:15. Le prophète Ezéchiel, en décrivant la nouvelle Jérusalem, précise la coudée utilisée : « L’homme avait à la main une canne d’arpenteur de six coudées, chaque coudée avait une palme de plus que la coudée courante » (Ez 40 :5). Il s'agirait donc de la coudée royale.  
La coudée est également évoquée dans le 1er livre des rois, verset 7, 13-22, lors de la construction des colonnes du temple de Salomon par Hiram. 
Goliath mesurait six coudées et un empan, dans le 1er livre de Samuel, chapitre 17 verset 4.
Plus tard, pendant le Moyen Âge, la coudée pouvait localement signifier la mesure de deux pieds. Mais très souvent, on préférait lui attribuer une valeur plus grande encore. Le yard anglais est une « coudée de trois pieds ». Pour mesurer, par exemple, des étoffes sans outil : « du centre du corps humain à l'extrémité de la main, le bras étendu » — soit un peu plus de 90 cm — ce qui donna la définition royale seulement légendaire : « du bout de nez d'Henri Ier à son petit doigt ».
L'aune de Paris de François Ier — attestée dès la fin de l’Antiquité sous le nom latin ulna — est une coudée de quatre pieds, soit un peu moins de 1,20 m : « de la hanche gauche par exemple, à l'extrémité de la main droite, le bras levé ».
Une valeur très spécifique fut donnée à la coudée par les bâtisseurs des cathédrales : 233 lignes au lieu des 216 lignes (=1½ pied) du système standard[réf. nécessaire].